# Köthen (huyện)
Köthen là một huyện cũ (Kreis) ở trung độ Sachsen-Anhalt, Đức. Các huyện giáp ranh (từ phía bắc theo chiều kim đồng hồ) là: Anhalt-Zerbst, Schönebeck, Anhalt-Zerbst, thành phố không thuộc huyện Dessau, 
Bitterfeld, Saalkreis và Bernburg.
Huyeejn này đã được sáp nhập huyện mới Anhalt-Bitterfeld với huyện lỵ là thành phố Köthen.

## Thị xã và đô thị
| Thị xã                                   | Verwaltungsgemeinschaften                                                     |  |
| ---------------------------------------- | ----------------------------------------------------------------------------- |  |
| 1. Aken 2. Gröbzig 3. Köthen 4. Radegast | 1. Osternienburg 2. Südliches Anhalt (bao gồm cả thị xã Gröbzig and Radegast) |  |